# تومامائه، هوکایدو
تومامائه، هوکایدو (به لاتین: Tomamae, Hokkaido) یک منطقهٔ مسکونی در ژاپن است که در Rumoi Subprefecture واقع شده‌است. تومامائه ۳٬۲۶۱ نفر جمعیت دارد.